# Podbeskidzie Bielsko-Biała
Podbeskidzie Bielsko-Biała er en polsk fodboldklub.
Grundlagt i 1995, har klubben sin base i Bielsko-Biała (hovedstaden i vodskabet Schlesien) og spiller på Stadion Miejski (Bielsko-Biała).

## Førsteholdstruppen

### Nuværende spillertrup 2016/17
- Nuværende spillertrup 2016/17 (90minut.pl)

## Kendte spillere
Israel
- Liran Cohen

Polen
- Tomasz Jodłowiec
- Piotr Koman
- Adam Kompała
- Krzysztof Król
- Dariusz Łatka
- Łukasz Mierzejewski
- Sylwester Patejuk
- Adrian Sikora
- Marek Sokołowski
- Grzegorz Więzik

Slovakiet
- Róbert Demjan
- Richard Zajac